# ریورساید، شهرستان سافک، نیویورک
ریورساید (به انگلیسی: Riverside) یک منطقهٔ مسکونی در ایالات متحده آمریکا است که در شهرستان سافک، نیویورک واقع شده‌است. ریورساید ۷٫۳ کیلومتر مربع مساحت و ۲٬۹۱۱ نفر جمعیت دارد.